# ششمین دوره جشن حافظ
ششمین مراسم سینمایی تلویزیونی دنیای تصویر (جشن حافظ) با نام شب ستارگان در تاریخ ۵ دی سال ۱۳۸۱ در مرکز همایش‌های محمد بن زکریای رازی در دانشگاه علوم پزشکی ایران در تهران برگزار شد. در این دوره، آثار تلویزیونی نیز به رقابت اضافه شدند و آثار سینمایی و برنامه‌های تلویزیونی به نمایش درآمده در فاصله پخش شده در فاصله نوروز ۱۳۸۰ تا شهریور ماه ۱۳۸۱ مورد بررسی قرار گرفته‌اند.
بهترین فیلم این دوره آوازهای سرزمین مادری‌ام بود و به بهترین مجموعه تلویزیونی جایزه‌ای اعطا نشد.

## برندگان اصلی
برندگان جایزه در سطر نخست فهرست، به صورت بزرگ نوشته می‌شوند و با یک ستاره (*) نشان داده می‌شوند.

### بخش سینمایی
| بهترین فیلم - آوازهای سرزمین مادری‌ام – بهمن قبادی* - ارتفاع پست – منوچهر محمدی - خانه‌ای روی آب – بهمن فرمان‌آرا - کاغذ بی خط – حسن توکل‌نیا - من ترانه ۱۵ سال دارم – رسول صدرعاملی و محمدرضا تخت‌کشیان | بهترین کارگردانی - ناصر تقوایی – کاغذ بی خط* - ابراهیم حاتمی‌کیا – ارتفاع پست - رسول صدرعاملی – من ترانه ۱۵ سال دارم - بهمن قبادی – آوازهای سرزمین مادری‌ام - داریوش مهرجویی – بمانی |
| بهترین بازیگر مرد - خسرو شکیبایی – کاغذ بی خط* - پرویز پرستویی – عزیزم من کوک نیستم* - عزت‌الله انتظامی – خانه‌ای روی آب - حمید جبلی – دختر شیرینی‌فروش - سروش صحت – نان و عشق و موتور ۱۰۰۰ - حمید فرخ‌نژاد – ارتفاع پست - محمد کاسبی – عزیزم من کوک نیستم - رضا کیانیان – خانه‌ای روی آب - جمشید مشایخی – خانه‌ای روی آب - جمشید هاشم پور – قارچ سمی | بهترین بازیگر زن - هدیه تهرانی – کاغذ بی خط* - رؤیا نونهالی – زندان زنان* - هانیه توسلی – اثیری - رؤیا تیموریان – زندان زنان - لیلا حاتمی – ارتفاع پست - گوهر خیراندیش – ارتفاع پست - بهاره رهنما – نان و عشق و موتور ۱۰۰۰ - کتایون ریاحی – شام آخر - ترانه علیدوستی – من ترانه ۱۵ سال دارم - فاطمه معتمدآریا – دختر شیرینی فروش |
| بهترین فیلمنامه - کامبوزیا پرتوی و رسول صدرعاملی – من ترانه ۱۵ سال دارم* - ناصر تقوایی و مینو فرشچی – کاغذ بی خط - ابراهیم حاتمی‌کیا و اصغر فرهادی – ارتفاع پست - منیژه حکمت و فریده مصطفوی – زندان زنان - بهمن فرمان‌آرا – خانه‌ای روی آب | بهترین فیلمبرداری - فرهاد صبا – کاغذ بی خط* - بهرام بدخشانی – بمانی - داریوش عیاری – زندان زنان - محمود کلاری – خانه‌ای روی آب - حسین ملکی – اثیری - تورج منصوری – قارچ سمی |
| بهترین تدوین - هایده صفی‌یاری – ارتفاع پست* - هایده صفی یاری – آوازهای سرزمین مادری‌ام - عباس گنجوی – کاغذ بی خط | بهترین طراحی صحنه و لباس - عبدالحمید قدیریان – ارتفاع پست* - جمشید آهنگرانی – زندان زنان - فاضل ژیان – کاغذ بی خط - علی فداکار – قارچ سمی - ژیلا مهرجویی – خانه‌ای روی آب |
| یک عمر فعالیت هنری - مهدی فتحی* | جایزه ویژه هیئت داوران - بهمن فرمان‌آرا – خانه‌ای روی آب* |

### فیلم‌ها با نامزدی متعدد
| تعداد نامزدی‌ها | فیلم                   |
| -------------- | ---------------------- |
| ۸              | ارتفاع پست             |
| ۸              | کاغذ بی خط             |
| ۷              | خانه‌ای روی آب          |
| ۵              | زندان زنان             |
| ۴              | من ترانه ۱۵ سال دارم   |
| ۳              | آوازهای سرزمین مادری‌ام |
| ۳              | قارچ سمی               |
| ۲              | بمانی                  |
| ۲              | عزیزم من کوک نیستم     |
| ۲              | دختر شیرینی‌فروش        |
| ۲              | نان و عشق و موتور ۱۰۰۰ |
| ۲              | اثیری                  |
| ۱              | شام آخر                |

| تعداد جایزه | فیلم                   |
| ----------- | ---------------------- |
| ۴           | کاغذ بی خط             |
| ۲           | ارتفاع پست             |
| ۱           | آوازهای سرزمین مادری‌ام |
| ۱           | عزیزم من کوک نیستم     |
| ۱           | زندان زنان             |
| ۱           | من ترانه ۱۵ سال دارم   |
| ۱           | خانه‌ای روی آب          |

### بخش تلویزیونی
| بهترین کارگردانی - مهدی فخیم‌زاده – ولایت عشق* - احمد امینی – باران عشق - حسن فتحی – شب دهم                                                           | بهترین فیلمنامه - حسن فتحی – شب دهم* - مهدی فخیم‌زاده – ولایت عشق - اصغر فرهادی – داستان یک شهر - سروش صحت و پیمان قاسم‌خانی و خشایار الوند و مهراب قاسم‌خانی و امیر مهدی ژوله و ریما رامین‌فر – بدون شرح |
| بهترین بازیگر کمدی - فتحعلی اویسی – بدون شرح* - امیر جعفری – بدون شرح - فلامک جنیدی – بدون شرح - مریم سعادت – بدون شرح - حمید لولایی – زیر آسمان شهر | بهترین بازیگر مرد درام - اکبر زنجانپور – ولایت عشق* - آتیلا پسیانی – گمگشته - محمد صادقی – ولایت عشق - پرویز فلاحی‌پور – شب دهم - حسین یاری – شب دهم                                                   |
| بهترین بازیگر زن درام - کتایون ریاحی – شب دهم* - مریلا زارعی – ولایت عشق - بیتا فرهی – ولایت عشق - مرجان محتشم – پس از باران                         | |

### مجموعه‌ها با نامزدی متعدد
| تعداد نامزدی‌ها | مجموعه        |
| -------------- | ------------- |
| ۶              | ولایت عشق     |
| ۵              | شب دهم        |
| ۵              | بدون شرح      |
| ۱              | باران عشق     |
| ۱              | داستان یک شهر |
| ۱              | زیر آسمان شهر |
| ۱              | گمگشته        |
| ۱              | پس از باران   |

| تعداد جایزه | مجموعه    |
| ----------- | --------- |
| ۲           | ولایت عشق |
| ۲           | شب دهم    |
| ۱           | بدون شرح  |